# Tandemschach

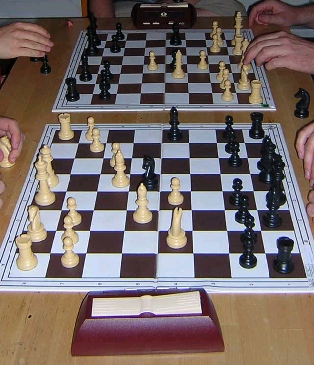
Zwei 2er-Teams beim Tandemschach

Das Tandemschach, auch Austauschschach, Konferenzschach, Bughouse oder Berliner Vierer ist eine Variante des Schach, bei der an zwei Schachbrettern zwei Zweier-Teams gegeneinander spielen. Die beiden Spieler eines Teams spielen mit entgegengesetzten Farben. Jeder Spieler spielt an seinem Brett gegen einen direkten Brettgegner. Anders als beim regulären Schach ist eine geschlagene Figur nicht völlig aus dem Spiel. Sie wird an den Partner im Team weitergereicht und kann als Zug eingesetzt werden. Ein Team hat gewonnen, wenn ein Spieler den Gegner auf seinem Brett matt gesetzt hat. Bis auf diese, das Tandemschach definierenden Ausnahmen gelten ansonsten die normalen Schach-Regeln des Weltschachbunds FIDE.
Tandemschach wird üblicherweise mit einer Denkzeit-Begrenzung durch Schachuhren gespielt. Beim Tandemschach entstehen leicht Situationen, bei denen ein Spieler aus strategischen Gründen nicht ziehen sollte – etwa weil ein Zug unabwendbar dem gegnerischen Team eine Figur verschafft. Wenn dies auf beiden Brettern gleichzeitig geschieht, ergibt sich daraus eine gegenseitige Blockade. Die Mannschaft, deren zögernder Spieler zuerst zieht, erleidet einen Nachteil. Die Schachuhr erzwingt in dieser Situation eine Entscheidung.

## Regeln für das Einsetzen von Figuren und Bauernumwandlung
Für das Einsetzen sind verschiedene Regeln verbreitet. Zunächst sollen die Regeln dargestellt werden, die auf den Schachservern gelten und auf internationalen Tandemturnieren verwendet werden:
- Figuren dürfen auf freien Feldern sowohl schach- als auch schachmatt-bietend eingesetzt werden. Das Schlagen eines gegnerischen Steins durch eine einzusetzende Figur ist nicht gestattet.
- Bauern dürfen weder auf der eigenen noch auf der gegnerischen Grundreihe eingesetzt werden (also nur auf den Reihen 2–7)
- Bauern, die die gegnerische Grundreihe erreichen, sind von da an wie eine Dame (oder auf Wunsch des Spielers wie ein Turm, Läufer oder Springer) zu behandeln (Pappdame). Wenn sie geschlagen werden, können sie aber wiederum nur als Bauern eingesetzt werden.

### Andere Regeln für das Einsetzen mit Schachgebot
Abweichende Regeln für das Einsetzen mit Schach sind weit verbreitet:
- Figuren dürfen nicht so eingesetzt werden, dass sie Schach bieten
- oder Figuren dürfen so eingesetzt werden, dass sie Schach bieten, wenn dadurch kein Schachmatt entsteht.

### Andere Regeln für das Einsetzen von Bauern
- Bauern dürfen maximal bis zur 6. oder 7. (bzw. 3. oder 2.) Reihe eingesetzt werden.
- oder Bauern dürfen nicht eingesetzt werden.
- oder Bauern dürfen überall bis auf die gegnerische Grundreihe eingesetzt werden (also Reihen 1–7).

### Andere Regeln für das Umwandeln von Bauern
- Der Spieler, der den Bauern umwandelt, darf sich eine beliebige Figur (außer König und Bauer) vom Brett des Spielers der anderen Mannschaft nehmen (rausziehen oder grapschen), der dieselbe Farbe hat wie er, und diese für den Bauern einsetzen. Der umgewandelte Bauer geht dann an das gegnerische Team. Ist keine geeignete Figur zum Einsetzen vorhanden, kann der Bauer auf seinem Feld bleiben, bis auf dem zweiten Brett eine geeignete Figur eingesetzt wird.
- oder Bauern, die die gegnerische Grundreihe erreichen, „fallen durch“ (werden vom Brett genommen und fallen an das gegnerische Team).
- oder Bauern bleiben als Bauern auf der 8. Reihe stehen und können nicht mehr ziehen. Sie bleiben dort stehen, bis sie geschlagen werden.
- oder Bauern werden auf der 8. Reihe zur Grundreihendame. Diese kann nur auf der Grundreihe umherziehen (und schlagen), jedoch auch einem König außerhalb der Grundreihe Schach bieten. Ein weißer Bauer auf a8 bietet also beispielsweise einem schwarzen König auf b7 Schach, kann aber eine schwarze Dame auf b7 nicht schlagen. Wird die Grundreihendame geschlagen, kann sie wiederum nur als Bauer eingesetzt werden.

## Strategie

### Die Eröffnung
Im Tandemschach gibt es einen deutlichen Anzugsvorteil. Das wird jedoch dadurch kompensiert, dass in einer Partie immer einer der beiden Spieler im Team mit Weiß spielt und damit auf seinem Brett den ersten Zug hat.
Eine beliebte Strategie ist es, den Königsspringer auf f7 zu opfern und den schwarzen König herauszulocken, wo er durch eingesetzte Figuren, insbesondere weitere Springer, angegriffen wird. Steht der König erst einmal im Freien, sind seine Überlebenschancen normalerweise sehr gering. Der Königsspringer kann f7 aus der Grundstellung heraus in nur drei Zügen erreichen und auch kaum daran gehindert werden, da der Bauernzug f7–f6 (um dem Springer die Felder e5 und g5 zu verwehren) sehr schnell zur Folge hat, dass ein weißer Bauer auf f7 eingesetzt wird, was katastrophale Folgen haben kann.
Eine mögliche Verteidigung gegen 1. Sf3 besteht zum Beispiel in Sc6, um 2. Se5 zu verhindern, und nach 2. Sg5? deckt schwarz mit Sh6 den Schwachpunkt f7.
Oft wird auch die Diagonale a2–g8 zum Angriff benutzt, auf welcher ebenfalls der schwache Punkt f7 liegt.
Die Rochade wird im Tandemschach oft als nachteilig empfunden. Grund dafür ist die Schwäche der Bauern auf der g- und h-Linie (bei kurzer Rochade) bzw. a- und b-Linie (bei langer Rochade). Statt eines neuralgischen Punktes in der Ausgangsstellung (f2 bzw. f7) schafft man sich deshalb durch die Rochade deren zwei. Hinzu kommt, dass die Verteidigung in der Regel auf einen zentral stehenden König ausgerichtet ist, da der Angriff normalerweise sehr früh erfolgt. Rochiert nun der König auf einen Flügel, kann der Angreifer leichter durch neu eingesetzte Figuren den Angriff verlagern, als der Verteidiger eine neue Verteidigungsstellung aufbauen kann.
Verbreitet ist auch die Bunkertechnik, bei der die Figuren vor allem in der eigenen Bretthälfte eingesetzt werden.

### Der Wert der Figuren
Der Wert der Figuren verschiebt sich im Vergleich zum Normalschach leicht, da dieser von der Beweglichkeit der Figuren abhängt. Springer haben den besonderen Vorteil, dass ein Schachgebot eines eingesetzten Springers nicht blockiert werden kann, sondern mit einem Königszug pariert werden muss, wenn der Springer nicht geschlagen werden kann. Bauern sind gefährlich, da sie auf der 7. Reihe eingesetzt werden und dann sehr schnell – je nach gespielter Variante – umgewandelt werden können. Eine zum Einsetzen bereitgehaltene Dame ist sehr gefährlich, da sie überall auftauchen und aufgrund ihrer Zugmöglichkeiten viele Matts geben kann. Türme sind in der Regel etwas schwächer als im Normalschach. Der Figurenwert hängt jedoch fast ausschließlich von der konkreten Stellung ab.
Die Figurenwerte sind in etwa
- 2 Bauern = Springer = Läufer = Turm
- 4 Bauern = 2 Springer/Läufer/Türme = Dame

In Tandempartien wird sehr oft viel Material geopfert, um konkrete Stellungsvorteile zu erhalten oder seinem Partner eine benötigte Figur zu liefern.

### Das Spiel im Team
Sehr wichtig ist auch, die Situation auf dem Nachbarbrett im Auge zu behalten. Das gilt insbesondere, wenn der Abtausch von Figuren möglich ist. Es empfiehlt sich, vor dem Tausch von Schwerfiguren, seinen Partner zu fragen, ob das für ihn gefährlich ist. Auch sollte man seinem Partner stets mitteilen, wenn eine bestimmte Figur für einen selbst gerade sehr gefährlich wird oder gar zum sofortigen Matt führt. Bei einem Abtausch kann der genaue Zeitpunkt das Spielgeschehen auf dem anderen Brett stark beeinflussen. Mit einem Abtausch auf dem eigenen Brett bekommt nicht nur der Partner eine Figur in die Hand. Auch der Gegner des Partners erhält eine Figur. Die Folgen dieser doppelten Figuren-Übergabe unterscheiden sich, je nachdem wer gerade am Zug ist.
Tandemschach ist ein Teamspiel. Die Koordination mit dem Partner verschafft potentiell große Vorteile.

## Bedenkzeitregelung
Tandemschach muss mit einer Bedenkzeitbeschränkung gespielt werden, da es ansonsten möglich wäre, in verlorener Stellung das Spielen einzustellen und auf den Sieg des Partners zu hoffen.
In der Regel werden Blitzpartien (z. B. 5 Minuten pro Spieler) gespielt, wodurch ein weiteres taktisches Moment auftaucht. Man muss nämlich immer wieder abwägen, ob man – wenn man am Zug ist – darauf warten kann, dass der Partner eine benötigte Figur zum Einsetzen liefern kann, oder ob man aufgrund der Restbedenkzeit gezwungen ist, ohne die begehrte Figur auszukommen.
Werden Partien mit Fischer-Bedenkzeit gespielt, entfällt dieses taktische Moment. Auf den Schachservern und Turnieren wird kaum mit Fischer-Bedenkzeit gespielt.

## Kritik
Kritiker dieser Schachvariante merken an, dass man das Normalschach verlerne, da Tandemschach stark davon abweiche. Großmeister Levon Aronian, hat dazu geäußert: 

“Bughouse is good for players who know chess already. But for beginners it might have the negative effect. Because look if one has no positional knowledge he will get lost in bughouse and will not waste his time figuring out the difficult chess aspects. I started to play bug when I was already at master level see. And I think bughouse is good for the imagination, to develop new ideas”

„Tandemschach ist gut für bereits erfahrene Spieler. Aber für Anfänger könnte es negative Auswirkungen haben, denn wer kein gutes Positionsspiel hat, wird im Tandemschach untergehen und auch nicht die Zeit investieren (wörtl. „vergeuden“), sich mit den schwierigen Schachaspekten auseinanderzusetzen. Ich begann mit Tandemschach, als ich bereits Großmeister war, und ich glaube, Tandemschach regt die Fantasie an, um neue Ideen auszubilden.“

## Abwandlungen
Eine verkleinerte Spielart des Tandemschach ist das Minischach des Hamburger Schachjugendbundes.